# اسدالله شیرازی

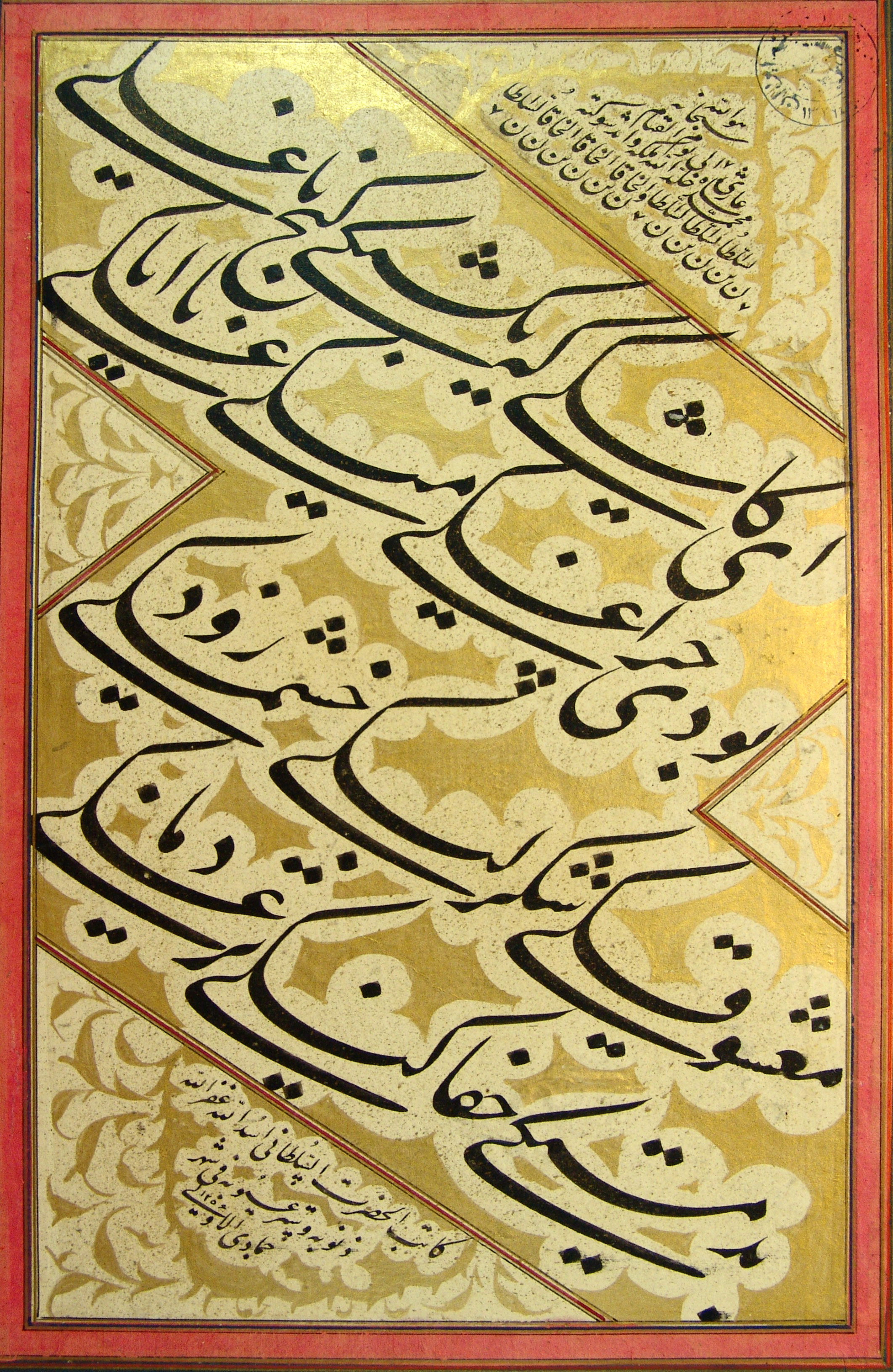
به خط اسدالله شیرازی ای کاشکی! که یک شَبَکی، کنج باغکی بودی چراغکی، مِیَکی با ایاغکی معشوقکی، شکر لبکی، زود خشمکی بد مستکی، جفا کنکی، تر دماغکی

میرزا اسدالله شیرازی از خوش‌نویسان و نستعلیق‌نویسان زبردست سده ۱۳ هجری در دوره فتحعلی شاه، محمد شاه و ناصرالدین شاه قاجار بوده‌است و به ویژه در دربار محمد شاه و ناصرالدین شاه بسیار محترم می‌زیسته و می‌گویند بسیار مهربان و ستوده اخلاق بوده‌است. محمدشاه به او توجه مخصوص داشت و لقب «کاتب‌السلطان» به او عطا کرده بود.
اسدالله شیرازی از بزرگان خط نستعلیق در دورهٔ قاجار به شمار می‌رود. اما از زندگی، استادان و شاگردان وی اطلاع چندانی در دست نیست. وی همچون بسیاری از استادان عصر خویش، بیش از کتابت و نسخه‌نویسی به قطعه‌نویسی و تهیه مرقع علاقه‌مند بوده است. از وی علاوه بر چند کتاب، بالغ بر ده مرقع نفیس برجای مانده است. اسدالله در این مرقعات گاه به تقلید از شیوهٔ میرعماد (درگذشت ۱۰۲۴ه‍.ق) پرداخته و گاه به سیاه‌مشق و رنگه‌نویسی پرداخته است.
او در خوشنویسی مقلد و پیرو شیوه میرعماد بود و خط نستعلیق را از روی آثار او مشق می‌کرده‌است. درگذشتش را به سال ۱۲۶۹ هجری قمری ذکر کرده‌اند اما گویا چند سالی پس از این تاریخ هم در قید حیات بوده  و دست‌کم تا ۱۳۰۷ هنوز حیات داشته است.